# Egyptens Billie Jean King Cup-lag
Egyptens Billie Jean King Cup-lag representerar Egypten i tennisturneringen Billie Jean King Cup, och kontrolleras av Egyptens tennisförbund.

## Historik
Egypten deltog första gången 1986.